# Valdelinares
Valdelinares ist eine spanische Gemeinde (municipio) mit 75 Einwohnern (Stand: 2024) im Südosten der Provinz Teruel in der Autonomen Gemeinschaft Aragonien. 

## Lage
Valdelinares liegt knapp 40 Kilometer (Fahrtstrecke) ostnordöstlich der Provinzhauptstadt Teruel im Bergland der Sierra de Gúdar in einer Höhe von ca. 1695 m. 

## Bevölkerungsentwicklung
| Jahr      | 1960 | 1970 | 1981 | 1991 | 2006 | 2011 | 2021 |
| Einwohner | 417  | 244  | 164  | 131  | 124  | 107  | 83   |

## Wirtschaft
Landwirtschaft und Tourismus sind die Haupteinnahmequellen des Ortes. 

## Sehenswürdigkeiten

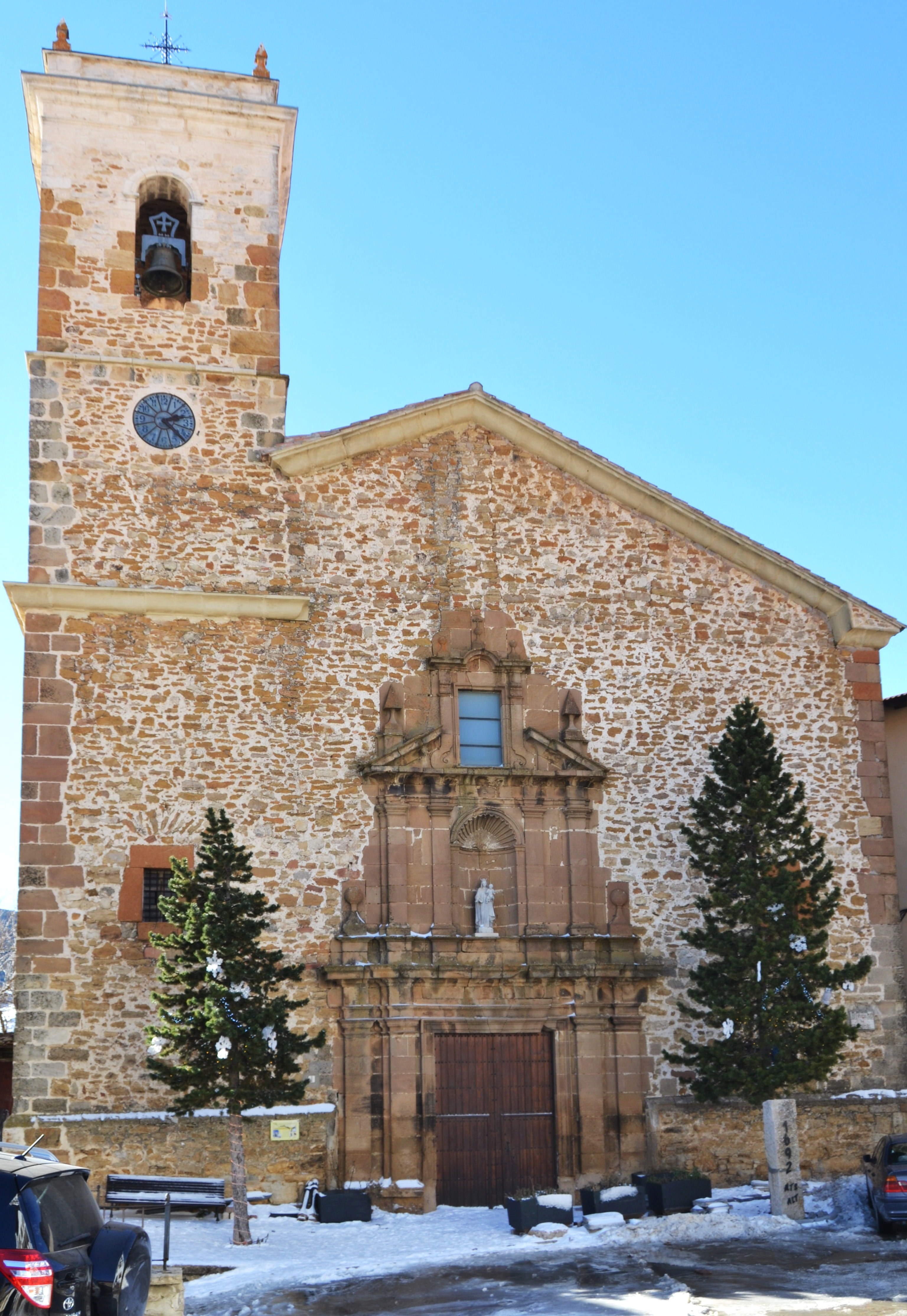
Kirche Mariä Schnee
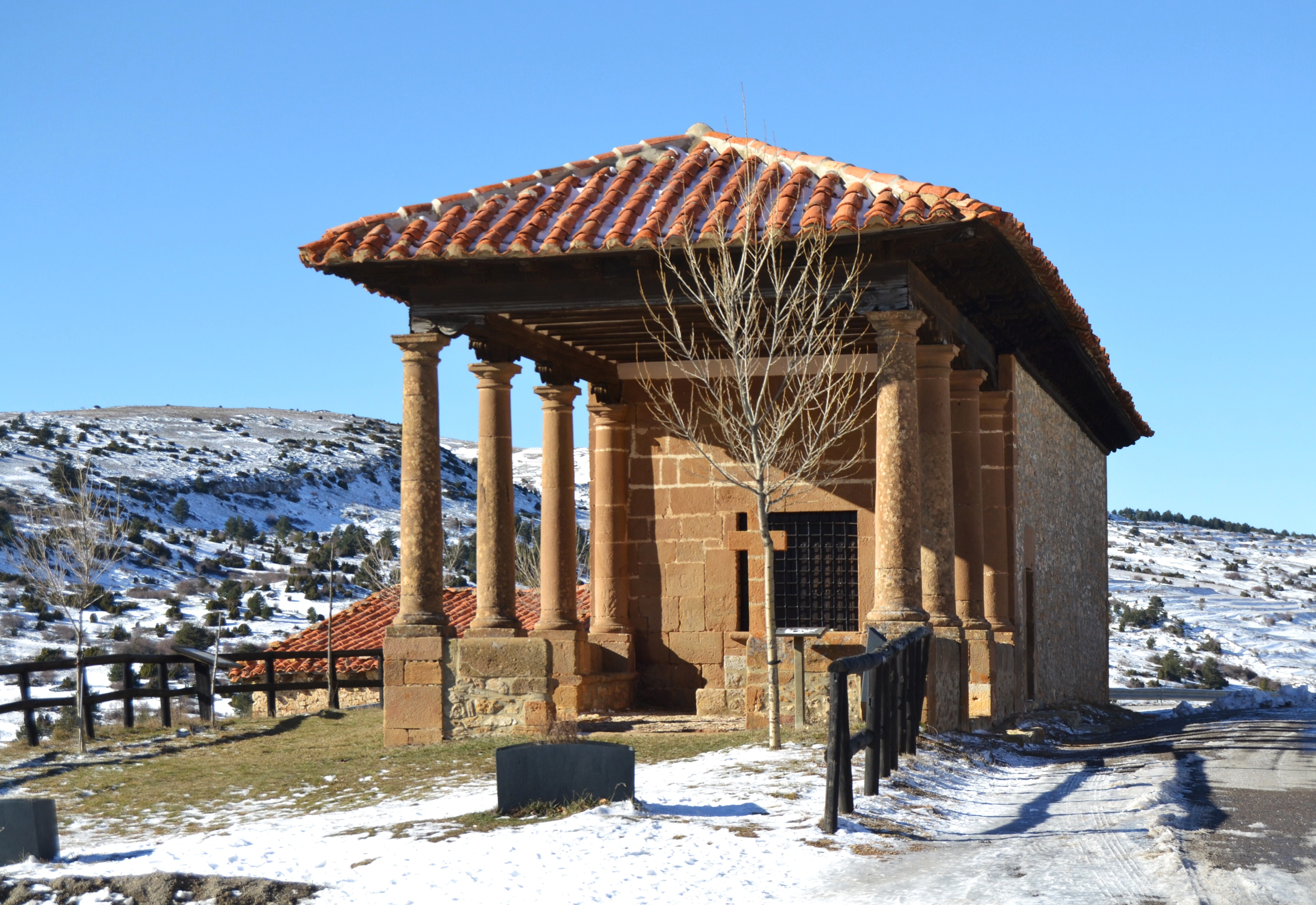
Marienkapelle

- Kirche Mariä Schnee
- Marienkapelle